# 越廼海水浴場

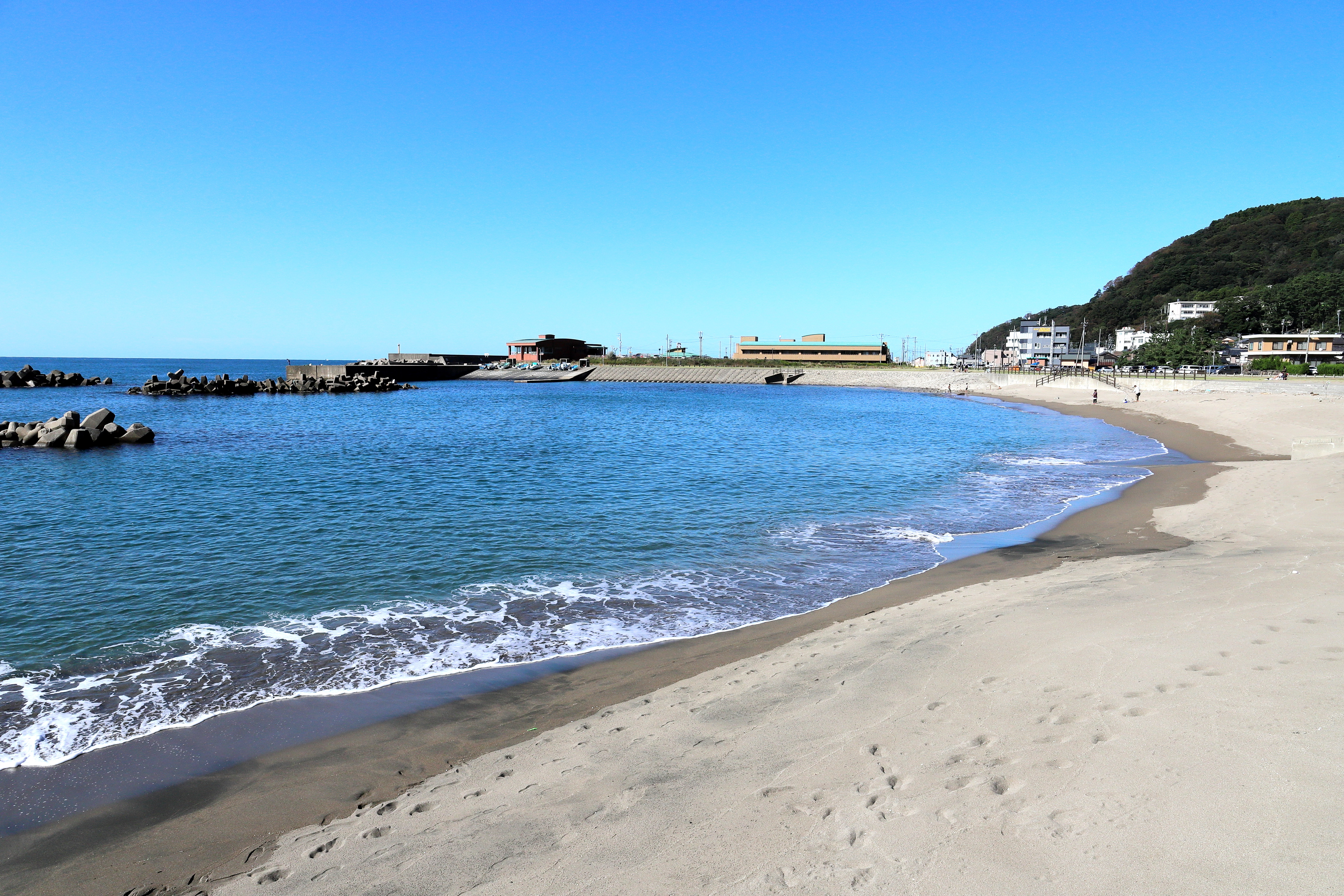
越廼海水浴場

越廼海水浴場（こしのかいすいよくじょう）は、福井県福井市にある海水浴場である。

## 特徴
北側は東尋坊や三国港、芦原温泉があり、南側は越前岬のある越前海岸がある。
越前海岸には数少ない砂浜を持つ海水浴場である。
2022年シーズンには海水浴場内で野生のイルカが出没。多数の海水浴客などが噛まれて負傷する被害が出た。

## 概要
期間
- 7月10日頃から8月20日頃

## 所在地
- 福井県福井市蒲生町

### 交通アクセス

#### 公共交通機関
- 北陸新幹線ほか 福井駅から 京福バス 10・15系統（越前海岸ブルーライン）「波の華」ゆきで約1時間15分、「波の華」下車。

## 周辺
- 越前海岸
- 越前岬
- 越前がにミュージアム
- 越前水仙の里公園
- 呼鳥門